# Kurt Klöppel
Kurt Paul Klöppel (Aue, Saxônia, 15 de setembro de 1901 – Darmstadt, 13 de agosto de 1985) foi um engenheiro civil alemão. Foi professor da disciplina Estruturas Metálicas, na Universidade Técnica de Darmstadt.

## Vida e obra
Filho do estalajadeiro Paul Klöppel, estudou após formação técnica de serralheiro na Universidade Técnica de Chemnitz. Trabalhou então na firma de transporte por cabos aéreos e estruturas metálicas Adolf Bleichert & Co. em Leipzig e na Schichau-Werke em Danzigue. Em 1933 obteve um doutorado na Universidade Técnica de Wroclaw, com a tese Beitrag zur Frage der Unterhaltungskosten von Stahlbauwerken.
Filiou-se em 1 de maio de 1937 no Partido Nacional Socialista dos Trabalhadores Alemães (NSDAP).
Foi reitor da Universidade Técnica de Darmstadt.
Recebeu em 1961 a Medalha Carl Friedrich Gauß.

## Obras
- com J. Scheer Beulwerte ausgesteifter Rechteckplatten, Ernst und Sohn 1960, Volume 2, 1968.